# Zendvergunning

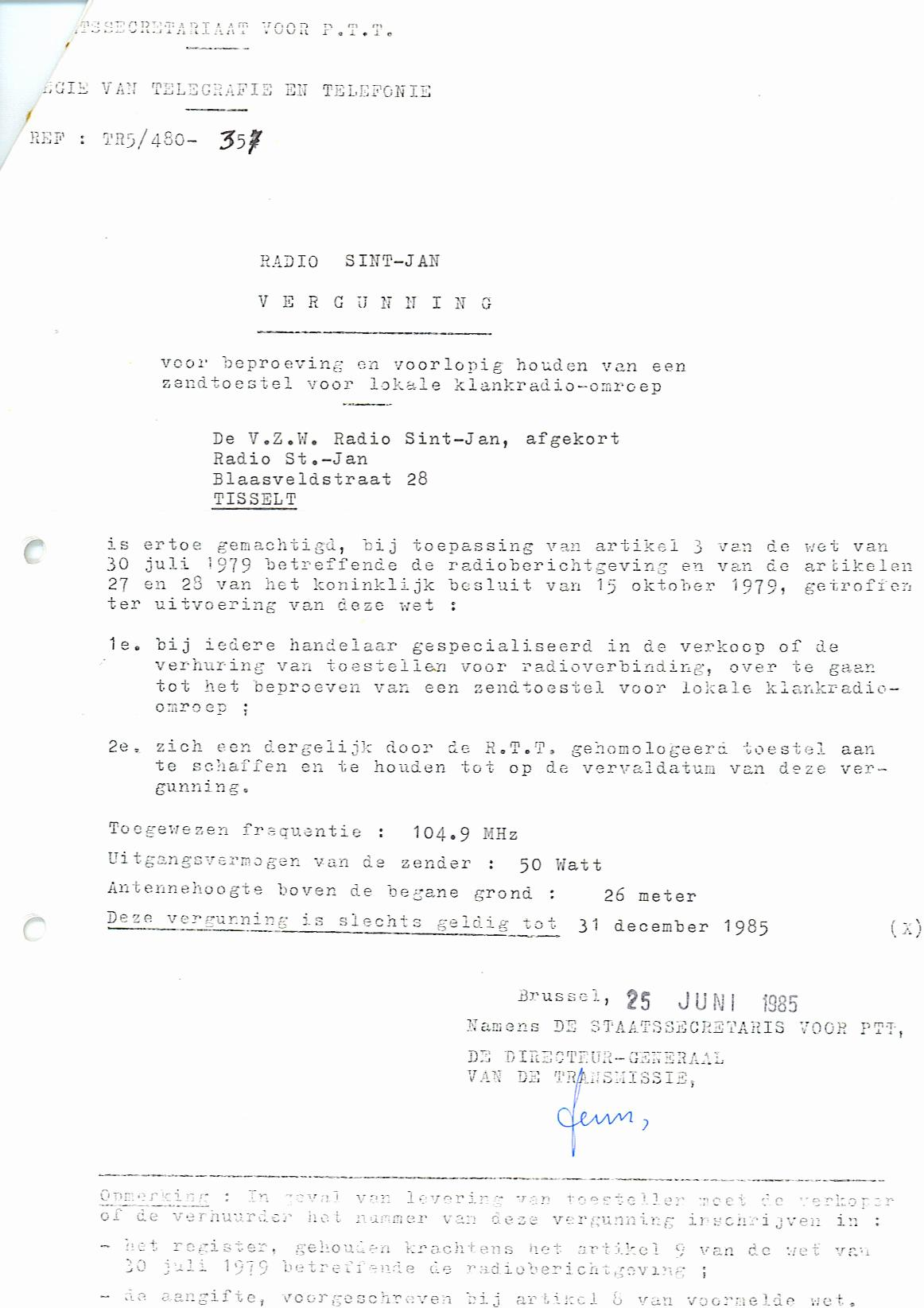
De radiovergunningi van Radio Sint-Jan uit Tisselt uit 1985.

Zendvergunning is de populaire benaming van de toestemming die van de overheid nodig is om radio- en televisieprogramma's te mogen uitzenden of op een andere wijze gebruik te mogen maken van de ether.

## Nederland
In Nederland is op grond van de Telecommunicatiewet een vergunning nodig van de minister van Economische zaken. Het Agentschap Telecom is belast met de uitgifte van deze vergunningen.

## Vlaanderen
In Vlaanderen regelt het Besluit van de Vlaamse regering betreffende de toekenning van zendvergunningen aan de erkende particuliere landelijke, regionale en lokale radio-omroepen van juni 2003 de zendvergunningen van de landelijke, regionale en lokale radio-omroepen.